# L'Expédition (film)
Pour les articles homonymes, voir L'Expédition.
Pour plus de détails, voir Fiche technique et Distribution.
L'Expédition (titre original en bengali : অভিযান, Abhijaan) est un film indien réalisé par Satyajit Ray, sorti en 1962.

## Synopsis
Narsingh, chauffeur de taxi, perd sa licence à la suite d'une conduite imprudente. Il est anéanti, son métier étant tout ce qui lui restait après le départ de sa femme. Il va alors rencontrer Sukhan, un homme d'affaires qui va l'engager pour transporter des marchandises. Il s'avère que ce dernier est mêlé à un trafic de femmes et d'opium dans lequel Narsingh se retrouve entraîné malgré lui.

## Fiche technique
- Titre français : L'Expédition
- Titre original : অভিযান, Abhijaan
- Réalisation : Satyajit Ray
- Scénario : Satyajit Ray, d'après une histoire originale de Tarashankar Banerjee
- Producteur : Bhola Nath Royl
- Musique : Satyajit Ray
- Photographie : Soumendu Roy
- Montage : Dulal Dutta
- Format : Noir et Blanc - 35 mm - Son : mono
- Durée : 150 minutes
- Langue : Bengali
- Pays de production :  Inde
- Date de sortie :
  - Inde : 28 septembre 1962

## Distribution
- Soumitra Chatterjee : Narsingh
- Waheeda Rehman : Gulabi
- Ruma Guha Thakurta : 	Neeli
- Gyanesh Mukherjee : 	Joseph
- Rabi Ghosh : Rama
- Shekhar Chatterjee : Rameshwar
- Ajit Banerjee : Banerjee

## Distinctions
- National Film Award for Second Best Feature Film en 1964[1]